# Быструха (приток Томи)

Быструха — река в России, протекает в Кемеровской области. Устье реки находится в 366 км по левому берегу реки Томь, в Крапивинском посёлке. Длина реки составляет 16 км. Приток — Быструха Дальняя.

## Данные водного реестра
По данным государственного водного реестра России относится к Верхнеобскому бассейновому округу, водохозяйственный участок реки — Томь от города Новокузнецк до города Кемерово, речной подбассейн реки — Томь. Речной бассейн реки — (Верхняя) Обь до впадения Иртыша.